# Ногури (тайфун)
Тайфун «Ногури» (от кор. 너구리 — енотовидная собака, используется также название Неогури как калька с англ. Neoguri; на Филиппинах — «Флорита») — мощный тропический циклон, ударивший по японской Окинаве. Является вторым тайфуном тихоокеанского сезона ураганов 2014 года.

## Образование

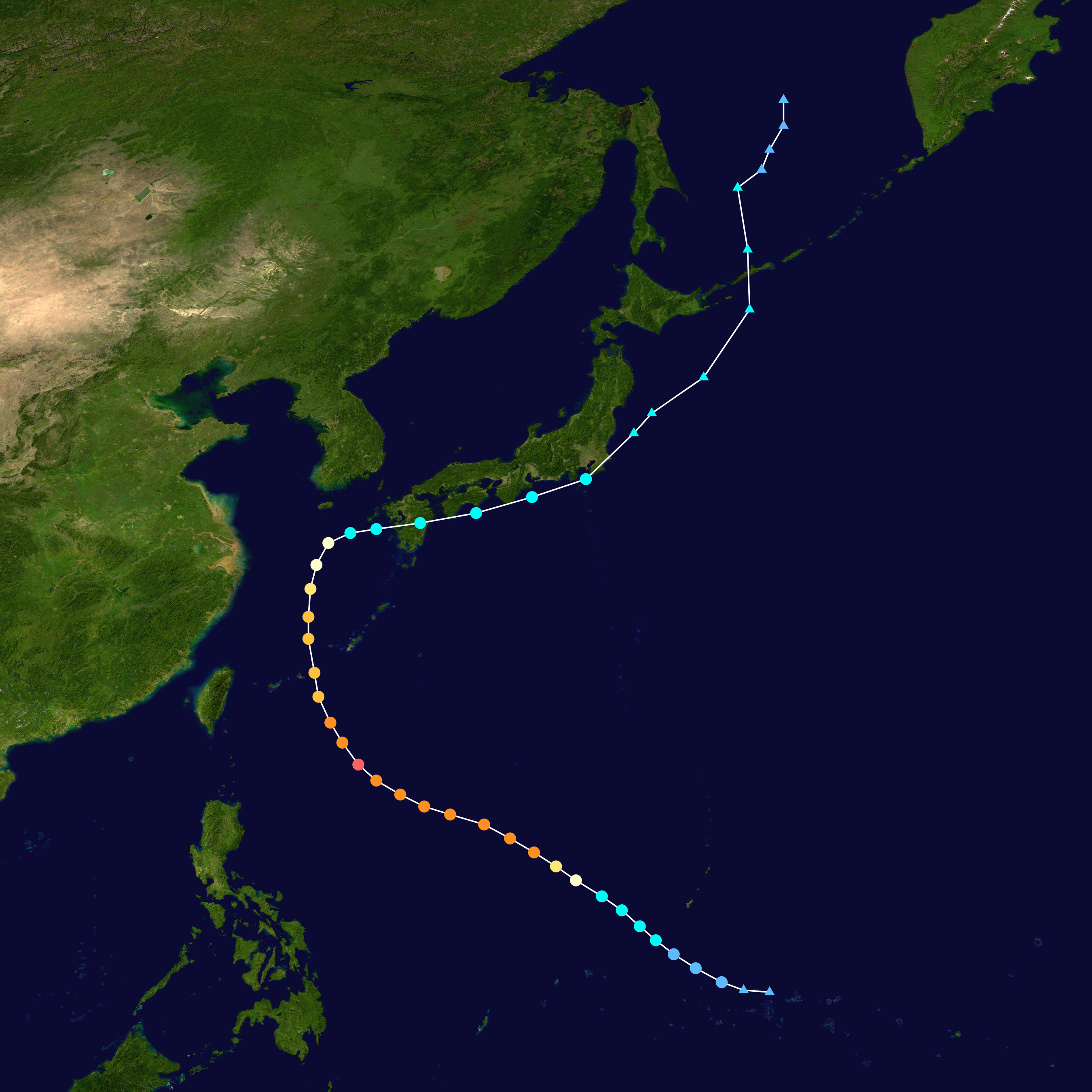
Карта, показывающая последовательный путь шторма: цветные точки позиция шторма и интенсивность в шестичасовом интервале.

Поздно вечером 30 июня примерно в 220 км к востоку от Трука, образовалось тропическое возмущение с широкой ложбинной областью и конвекцией, на следующий день Японское метеорологическое агентство (ЯМА) сообщило об образовании области низкого давления. Вечером 2 июля возмущению был присвоен статус тропической депрессии, а Объединённый американский военно-морской центр по предупреждению о тайфунах (ВМЦ) заявил об угрозе образования тайфуна из-за формирования признаков конвективного кольцевания при благоприятных условиях окружающей среды с низким вертикальным сдвигом ветра и сильным оттоком. Утром 3 июля ЯМА повысило статус депрессии до тропического тайфуна, а ВМЦ перевёл её статус в тропическую депрессию с хаотической глубокой конвекцией. Поздно вечером в тот же день, ВМЦ поднял статус до тропического шторма.
Утром 4 июля ЯМА подняло уровень системы до тропического шторма и назвало его «Ногури», когда микроволновые съёмки показали формирование глаза бури. В 09:00 UTC Яма повысило уровень Ногури до мощного тропического шторма, а три часа спустя — до тайфуна, пока он следовал в северо-западном направлении вдоль южной периферии глубокого субтропического хребта. Поздним вечером того же дня ВМЦ повысил уровень «Ногури» до тайфуна, когда глаз бури почти сформировался. 5 июля «Ногури» быстро углубился и консолидировал изогнутые полосы в 45-километровый глаз бури, благодаря устойчивому оттоку. В полдень Филиппинское управление атмосферных, геофизических и астрономических служб (ФУ) дало ему локальное имя «Флорита» для обозначения на филиппинской зоне ответственности. 6 июля глаз тайфуна стал почти симметричным и достиг диаметра 65 км. Наличие жёсткого, напряжённого конвективного ядра было зафиксировано ВМЦ на основе микроволновых изображений, анимированные изображения водяного пара указали на радиальный отток, поддерживающий продолжающееся усиление. Интенсификация тайфуна продолжилась, и вскоре он был классифицирован как «супертайфун», с устойчивым ветром в 130 узлов в минуту. Позже он был понижен до категории тайфуна № 3 и больше не считался супертайфуном.
Однако позже мощность была увеличена до 140 узлов (260 км/ч; 160 миль в час), что соответствует статусу супертайфуна 5-й категории.

## Подготовка и последствия
6 июля ЯМА предупредило жителей Рюкю о том, что тайфун «Ногури» может стать одной из сильнейших бурь в стране, двигаясь через острова с давлением 930 гПа. ЯМА сравнил его с тайфуном Нанси 1961 года с местным названием «Мурото» и давлением в 925 гПа. В это время ФУ заявило, что прохождение тайфуна по любой части Филиппин не ожидается, однако он повлиял на увеличение юго-западного муссона, принёсшего дожди на некоторые регионы страны.
9 июля «Japan Airlines» и «All Nippon Airways» отменили 40 рейсов с 2 тысячами туристов. Призыв об эвакуации 90 тысяч человек был объявлен на Кюсю; большинство эвакуировалось из города Амакуса. 8 и 9 июля были приостановлены буровые работы компаний «JX Nippon Oil & Energy Corporation’s Negishi». Всё время существования тайфуна японская нефтеперерабатывающая компания «Nansei Sekiyu KK» не осуществляла разработки на Окинаве. 580 тысячам человек в 18 муниципалитетах в префектуре Окинава было рекомендовано эвакуироваться.
В результате различных инцидентов в Окинаве погибли 5 человек, 45 получили ранения. В результате затопления судна у побережья Сикоку утонул мужчина. В префектурах Окинава, Нагано и Кагосима было зафиксировано около 10 300 сбоев электропитания. В префектурах Нагано и Окинава были полностью разрушены три здания, в других префектурах были частично разрушены восемь зданий. В общей сложности в Окинаве ущерб был нанесён 19 зданиям. Сельскохозяйственные убытки по всей префектуре Окинава составили 2,2 млрд иен (22 млн долларов США), в рыболовном секторе потери составили 800 миллионов иен (8 млн долларов США), в лесной промышленности из-за 33 оползней — 78,52 млн иен (775 тыс. долларов США).
В результате проливных дождей на севере острова Хонсю уровень вод в городе Нагаи достиг уровня в 237,5 мм, а в Китакате — 154 мм. Это привело к широкому и длительному затоплению префектуры Ямагата, где 56 домов оказались в воде. Прохождение тайфуна способствовало образованию тёплой воздушной массы над Японией, в результате чего по всей восточной части Хонсю и Хоккайдо прошла волна горячего воздуха с максимумом температуры, зафиксированным в 2014 году: в Татебаяси — 38 °C, в Токио — 34,2 °C, в центре Хоккайдо — 31 °C. В восьми префектурах высокие температуры привели к одному случаю смерти и 152 госпитализациям по подозрению в тепловом ударе.